# César Pelli
César Pelli (12. října 1926 San Miguel de Tucumán – 19. července 2019) byl argentinský architekt.
Studoval architekturu na Tucumánské Univerzitě. Po promoci se oženil se svou spolužačkou Dianou Balmoriovou. V roce 1964 se stal občanem Spojených států. Po odchodu do USA pracoval několik let pro Eera Saarinena a v roce 1977 založil vlastní ateliér v New Havenu v Connecticutu. V současné době firma zaměstnává asi 100 architektů a má stálou pobočku také v New Yorku. V letech 1977–1984 byl děkanem na fakultě architektury Yaleovy univerzity. Z nesčetného množství ocenění, která za svoji práci obdržel, jmenujme alespoň AIA Gold Medal – nejvyšší uznání Komory amerických architektů, které se každoročně uděluje pouze jednomu architektovi z celého světa. Pelli byl laureátem v roce 1995.
Napsal knihu Pozorování pro mladé architekty (Observations for Young Architects, Monacelli Press). V roce 2007 vyhrála Pelliho kancelář soutěž na revitalizaci areálu Dukeovy univerzity – plán, který zahrnuje uvažovaný rozvoj kampusu na příštích 20–50 let. Dne 26. května 2008 udělila Yaleova univerzita Cesaru Pellimu čestný titul Doktor umění za celoživotní praktické a teoretické dílo v oboru architektury.
Jeho asi nejznámější stavbou jsou dvojčata Petronas Twin Towers v Kuala Lumpur. Další stavbou podle jeho návrhu je Carnegie Hall Tower v New Yorku.